# Drin Negre
El Drin Negre (en albanès Drini i Zi; en macedoni Црн Дрим, Crn Drim) és un riu d'Albània i de Macedònia del Nord que flueix des del llac d'Ohrid, a Struga. En els 50 km aproximats des del seu naixement al llac creua la frontera amb Albània, a l'oest de Dèbar, i es fon amb el Drin Blanc a Kukës per formar el Drin, que desemboca al mar Adriàtic. Ocupa la major part de la frontera est d'Albània. Aquesta part d'Albània està basada en l'agricultura, i s'hi cultiven blat de moro i d'ordi. També hi ha gent que treballa a la pesca del salmó que ha pujat pel riu.